# Cesare Romagnano di Virle
Cesare Carlo Maria Giuseppe Amedeo Romagnano di Virle (Torino, 20 ottobre 1783 – Torino, 23 gennaio 1849) è stato un nobile italiano, sindaco di Torino nel 1825 e nel 1844, ultimo discendente della famiglia Romagnano di Virle.

## Biografia
Figlio di Angelo Ignazio Amedeo e Elena Gabriella Saveria Favetti di Bosses, discendeva dall'antica famiglia piemontese dei Romagnano, che si estinse con lui.
Nel 1807 sposò Camilla Agnese, figlia del conte Francesco Provana del Sabbione.
È ricordato per le sue attività a favore dei poveri.
Non avendo figli, adottò il nipote Nicanore Provana del Sabbione, al quale trasferì il titolo di marchese di Virle.
Con la fine della dinastia Romagnano, il castello di famiglia (che è tuttora visitabile) passò ai conti Vercellone di Sordevolo.